# Lorenzo Costa el Vell

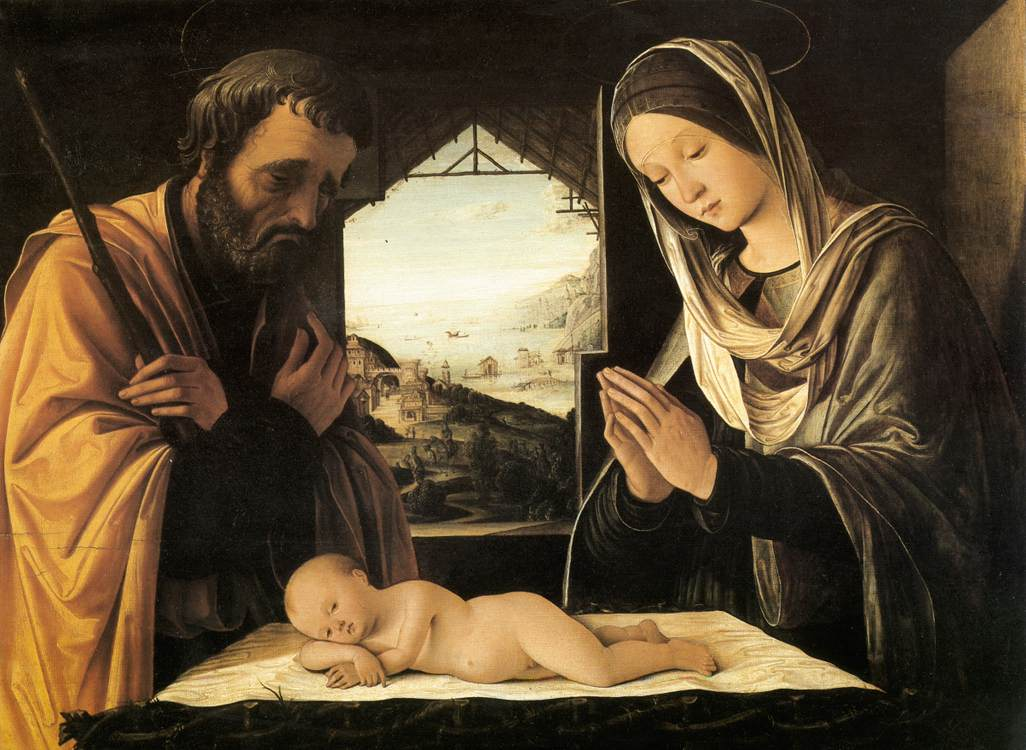
Sagrada Família, de Lorenzo Costa, Museu de Belles Arts de Lió

Lorenzo Costa, també conegut com a Lorenzo Costa el Vell per diferenciar-lo del seu net del mateix nom (Ferrara, 1460 – Màntua, 5 de març del 1535) va ser un pintor italià del Renaixement.
Va nàixer a Ferrara, però poc després de complir 20 anys va traslladar-se a Bolonya, on rebé la influència de l'Escola bolonyesa de pintura. Tanmateix, atès que molts artistes simultanejaven el treball en aquestes dues ciutats tan properes, de vegades s'ha considerat Costa com a producte de l'Escola ferraresa. S'ha dit que va ser deixeble de Cosimo Tura.
L'any 1483, va pintar la seua cèlebre Mare de Déu amb infant en companyia de la família Bentivoglio, així com altres frescos als murs de la capella Bentivoglio, a l'església de San Giacomo Maggiore; obres a les quals seguirien moltes d'altres. Va ser molt amic de Francesco Francia, a qui va influir molt. L'any 1509, va traslladar-se a Màntua, ciutat on Francesc Gonzaga desenvolupava un intens mecenatge, enriquint la col·lecció Gonzaga. De les seves obres pels Gonzaga, destaca la pintura Dona amb gosset, de la que es diu que la dona és Isabel d'Este, esposa de Francesc II. Va morir a Màntua l'any 1535
Els seus fills, Ippolito i Girolamo, també van ser pintors, com també el fill de Girolamo (1537-1583), que seria conegut com a Lorenzo Costa el Jove. Entre els contemporanis amb qui va col·laborar o als quals va dirigir, cal esmentar Cosimo Tura, Dosso Dossi, Ludovico Mazzolino i Niccolò Pisano (1470 – 1538).
La National Gallery de Londres té la seua Mare de Déu entronitzada amb infant, però la major part de les seues millors obres es conserven a Bolonya.

Obres de Lorenzo Costa
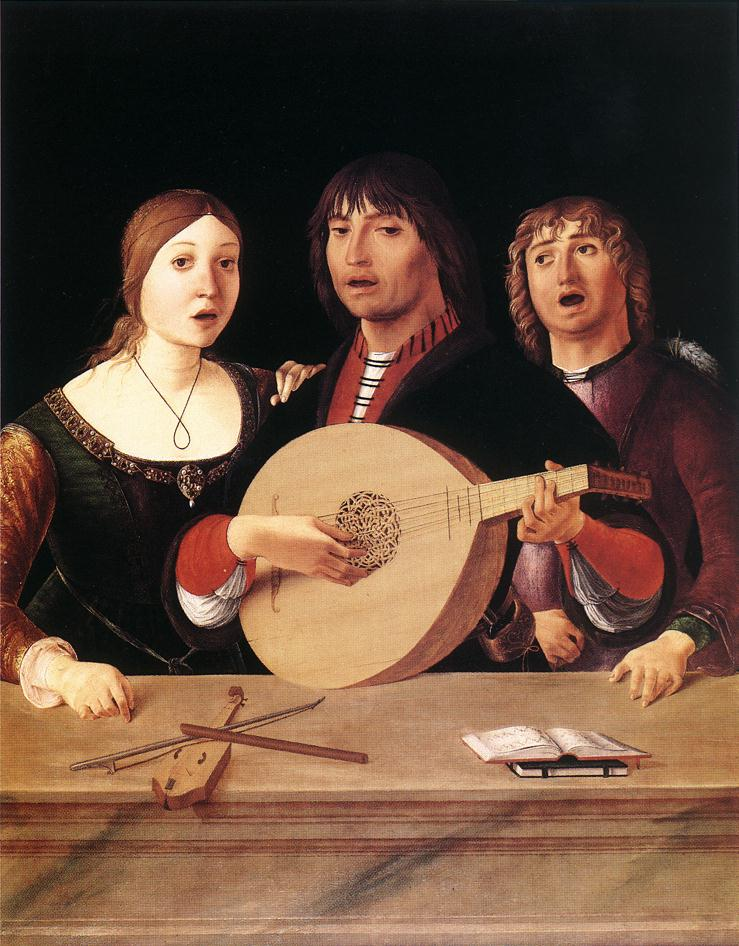
Concert a la National Gallery de Londres
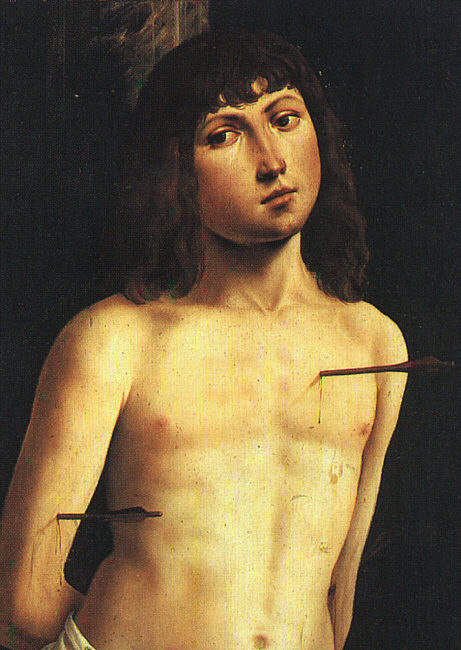
Sant Sebastià, Galleria degli Uffizi, Florència
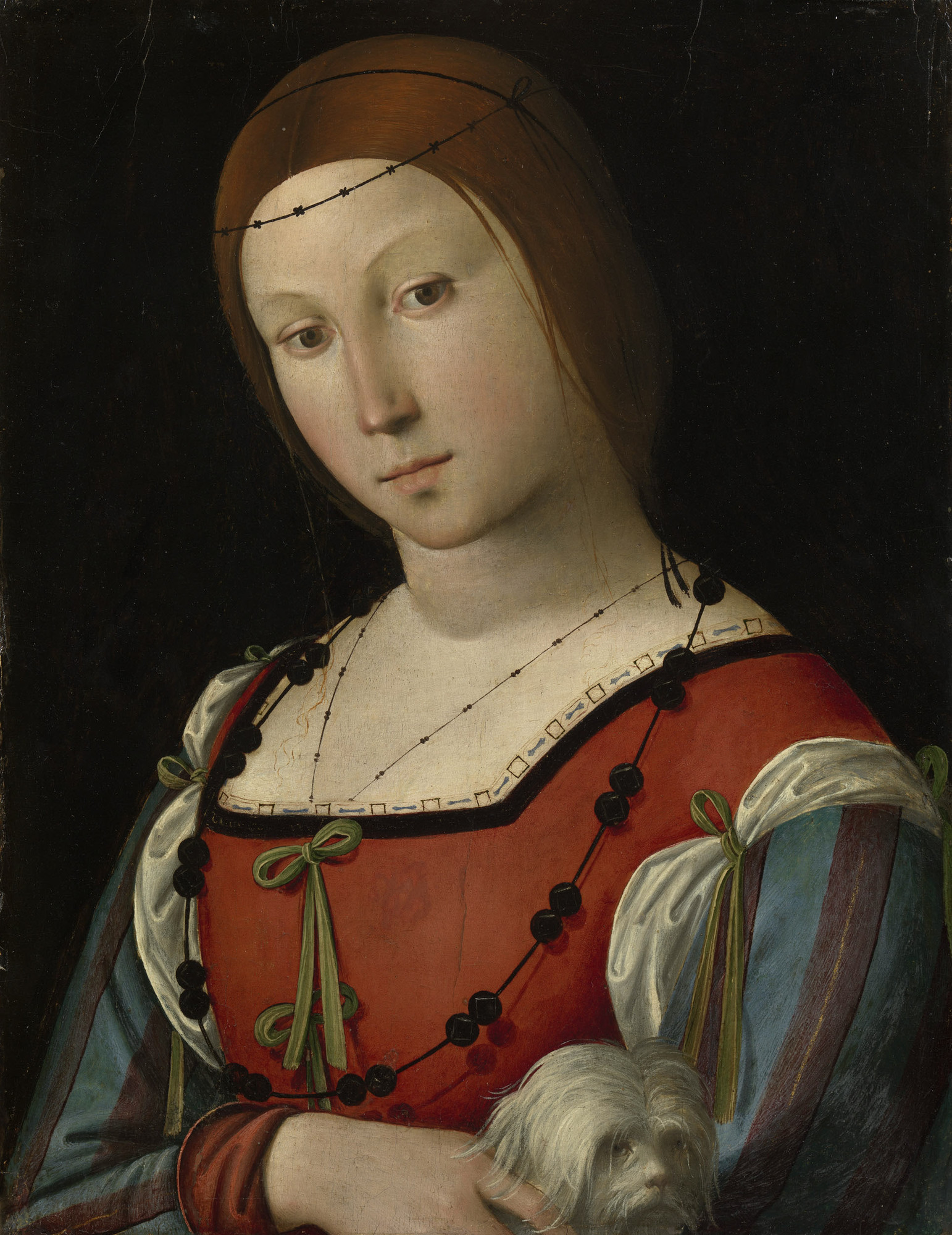
Dona amb gosset
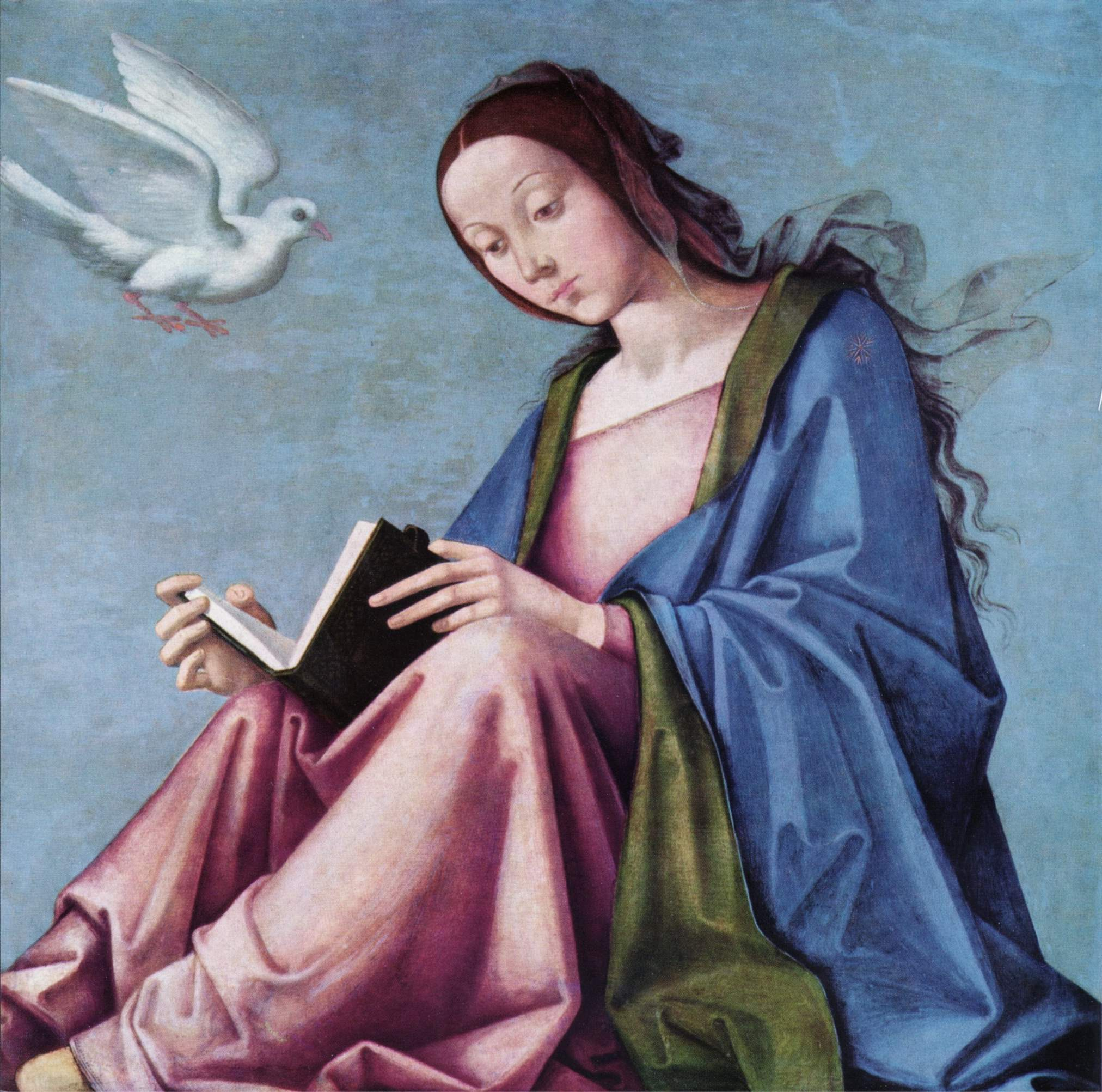
Maria llegint
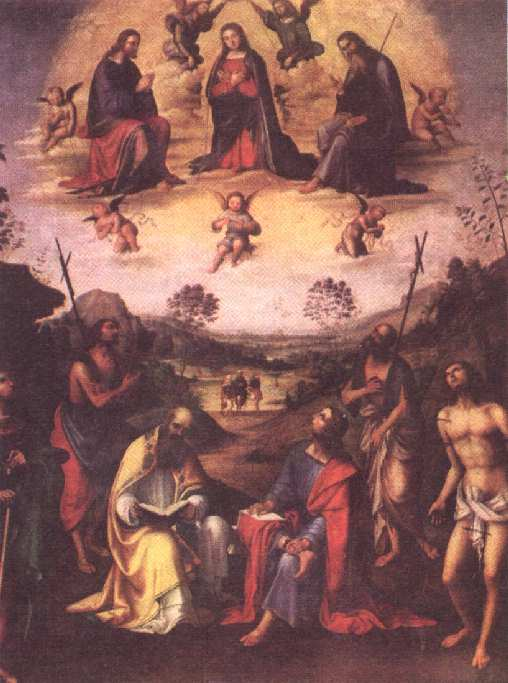
Coronació de la Mare de Déu amb sants
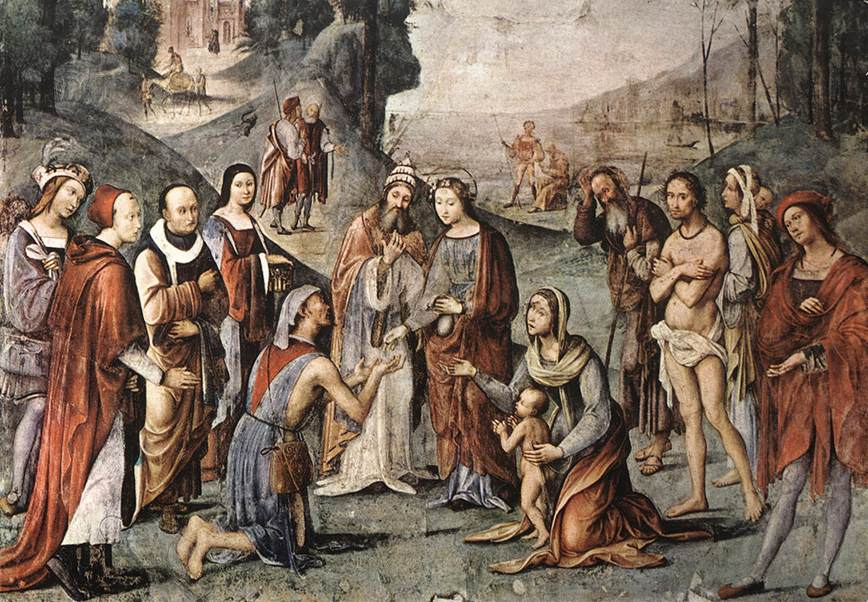
"Caritat de santa Cecília"
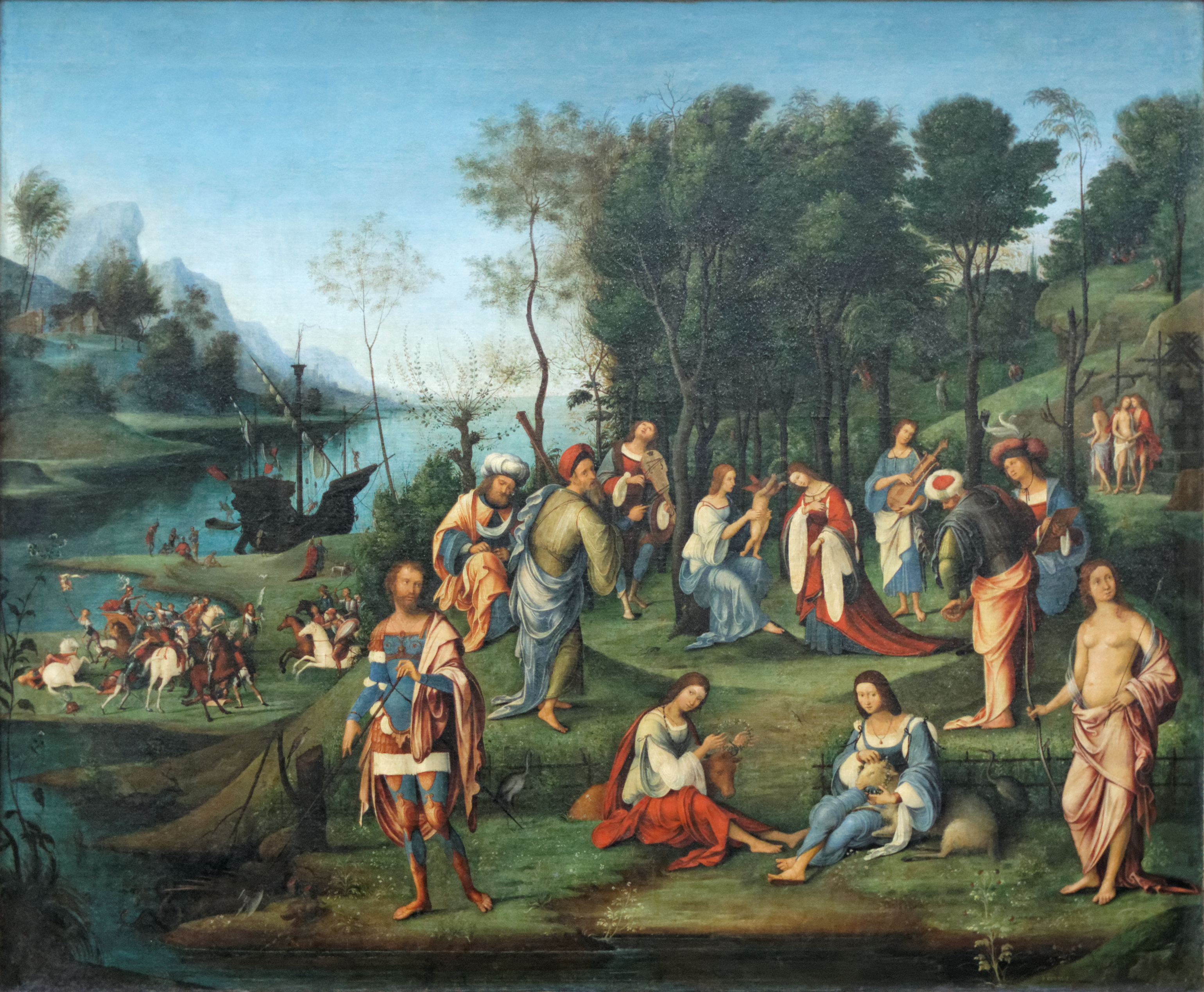
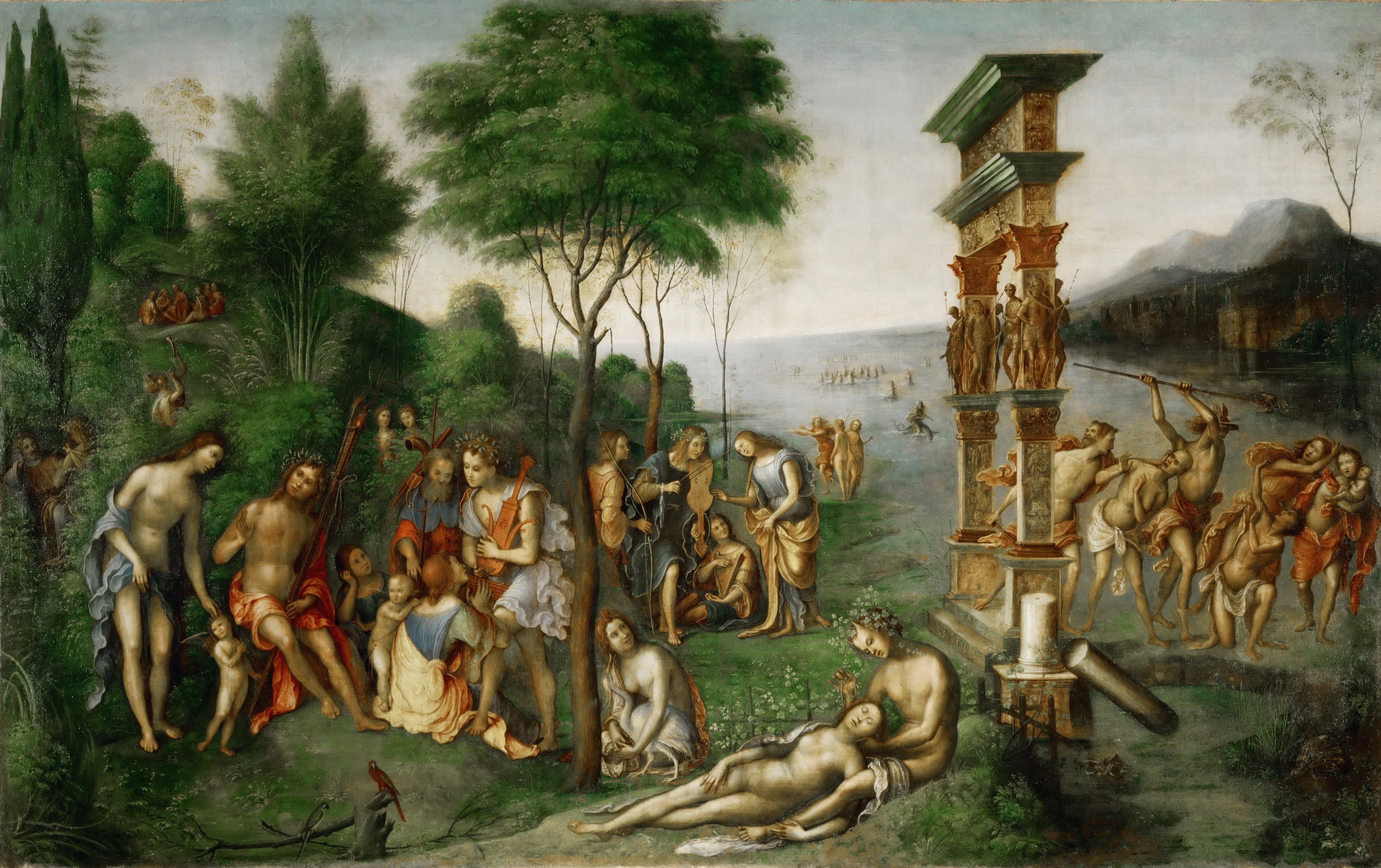